# Ammomanes
Az Ammomanes a madarak osztályának verébalakúak (Passeriformes) rendjébe és a pacsirtafélék (Alaudidae) családjába tartozó nem.

## Rendszerezésük
A nemet Jean Cabanis német ornitológus írta le 1851-ben, az alábbi 3 faj tartozik ide:
- homoki pacsirta (Ammomanes cinctura)
- vörösfarkú pacsirta (Ammomanes phoenicura)
- sivatagi pacsirta (Ammomanes deserti)

## Előfordulásuk
Észak- és Északkelet-Afrika legnagyobb részén, valamint Nyugat-Ázsia és India területein honosak. Kóborlásai példányaik Dél-Európába is elvetődnek.
Természetes élőhelyeik a mérsékelt övi erdők és cserjések, valamint szubtrópusi és trópusi szavannák,  füves puszták, cserjések és forró sivatagok, sziklás környezetben. Állandó, nem vonuló fajok.

## Megjelenésük
Testhosszuk 14-17 centiméter körüli.